# トランスフォーマー/ONE
『トランスフォーマー/ONE』（トランスフォーマー/ワン、原題：Transformers One）は、2024年のアメリカ合衆国のSFアニメーション映画。
『トランスフォーマー』シリーズ最新作となる3DCGアニメーション映画で、若き日のオプティマスプライムとメガトロンの姿を描く。

## キャスト
※括弧内は日本語吹替。
オライオンパックス / オプティマスプライム
声 - クリス・ヘムズワース（中村悠一）
惑星サイバトロンで暮らす鉱山労働者のロボットであり、後のオートボット総司令官。
D-16 / メガトロン
声 - ブライアン・タイリー・ヘンリー（木村昴）
オライオンパックスの親友の鉱山労働者のロボット。後のディセプティコンの破壊大帝。
エリータ-1
声 - スカーレット・ヨハンソン（吉岡里帆）
オライオンパックスの上司で気が強い性格の女性鉱山労働者のトランスフォーマー。バイクに変形する。後のオートボット戦士。
B-127 / バンブルビー
声 - キーガン＝マイケル・キー（木村良平）
地下深くで暮らしていた陽気な鉱山労働者のロボット。後のオートボット斥候。
スタースクリーム
声 - スティーヴ・ブシェミ（佐藤せつじ）
センチネルプライムと敵対しているかつての親衛隊で結成されたレジスタンス組織ハイガードのリーダー。
アルファトライオン
声 - ローレンス・フィッシュバーン（玄田哲章）
獣に変身する古代の賢者のロボット。
センチネルプライム
声 - ジョン・ハム（諏訪部順一）
ある過去を持つ惑星サイバトロンで市民たちに英雄として称えられているリーダー。
エアラクニッド
声 - ヴァネッサ・リグオーリ（柚木涼香）
蜘蛛型のトランスフォーマーであり、センチネルプライムの腹心。ドローンに変形する。
ダークウィング
声 - アイザック・C・シングルトン・Jr（稲田徹）
惑星サイバトロンの労働者を監督するロボット。
サウンドウェーブ
声 - ジョン・ベイリー（山本格→上田燿司）
音波を操り攻撃するハイガード幹部。
ショックウェーブ
声 - ジェイソン・コノピソス＝アルバレス（星野貴紀）
一つ目のロボットのハイガード幹部。
ジャズ
声 - エヴァン・マイケル・リー（杉田智和）
オライオンパックスの同僚の鉱山労働者のロボット。
ゼータプライム
声 - ジェームズ・レマー（上田燿司）

クロミア
声 - ジニー・チャン（田村睦心）

アーシー
声 - ジニー・チャン

スカイワープ
声 - ジョシュ・クーリー

警備員1&2
声 - スティーヴン・ブルーム、ジェイソン・コノピソス＝アルバレス（長谷川雅紀〈錦鯉〉、渡辺隆〈錦鯉〉）
本作の序盤に、逃走したオライオンパックスを追跡するロボット。

## コマ撮りアニメ
『ONE another』
2024年9月20日にYouTube『T-SPARK 公式チャンネル』で配信されたストップモーション・アニメーション。スタジオシリーズのトイを使用したコマ撮りアニメで、マトリクスを眺めるオプティマスプライムとステッカーを集めるメガトロンがロボット掃除機と遭遇する。
- 脚本 - ワタナベサオリ、稲積君将
- ディレクター・絵コンテ・演出 - ワタナベサオリ
- アニメーションディレクター・アニメーター・カメラ - 稲積君将
- 音楽 - 豊浦瞳